# La Cartaia
La Cartaia, località del comune di Vaiano, si trova a fianco del Bisenzio, sulla riva sinistra. Il suo nome deriva dalla presenza, nell'800, di una industria cartaria. Successivamente si sono installate attività tessili. L'ampio fabbricato industriale è oggi scorporato in varie attività artigianali. Sono stati recuperati i vecchi impianti per la produzione di energia elettrica che sfruttavano l'acqua del Bisenzio.
Sopra al borgo di La Cartaia si eleva una ampia collina forata da due gallerie: una costruita insieme alla linea della Direttissima, che venne abbandonata perché facente parte di un percorso soggetto a frane. L'altra galleria, costruita più lontano dal Bisenzio, è oggi utilizzata per la linea ferroviaria Prato - Bologna.
Sopra alle due gallerie vi è una collina che si eleva fino a circa 200 metri slm. Nel punto più alto vi sono ancora lievi tracce dell'esistenza di una fortificazione, forse un castello.
Le pietre in alberese con cui il castello era costruito sono state utilizzate per le costruzioni sottostanti: nelle murature dei fabbricati rurali sottostanti e nei muri di contenimento si nota la presenza di pietre lavorate con altre di forma irregolare.
Da "Prato e la sua provincia " di Claudio Cerretelli si dice che sul rilievo di La Cartaia si trovava il Castello di Ugnano.
Non è difficile credere che lì si trovasse un castello, una rocca che faceva parte del sistema di fortificazioni, in parte distrutte, in parte presenti con residui, in parte conservate abbastanza bene. Una di queste, La Rocca Cerbaia, è posizionata sulla cima di una collina, a fianco del Bisenzio, a guardia di una zona di transito obbligato, esattamente come il Castello di Ugnano della Cartaia.